# Bobby Vee
Robert Thomas Velline (Fargo (North Dakota), 30 april 1943 - Rogers (Minnesota), 24 oktober 2016), bekend als Bobby Vee, was een Amerikaans zanger en acteur.

## Leven en werk

### Vroege jaren
Bobby Velline, die in 1959 de artiestennaam Bobby Vee aannam, kwam uit een muzikaal gezin van Noorse en Finse herkomst. Vader Sidney Velline was kok van beroep, maar speelde ook viool en piano. Zijn zoons Bill en Sidney Jr. richtten een bandje op, dat ze The Shadows noemden. Met Bill Velline als zanger werd het nummer Leave Me Alone opgenomen. De 15-jarige jongste broer Bobby, die saxofoon en gitaar kon spelen, moest lang aandringen voordat hij in de groep werd toegelaten. Omdat hij de enige was die alle songteksten vanbuiten kende, konden de anderen niet om hem heen. Het was zijn stem waarmee het bandje plaatselijk furore maakte.
Zijn muziekcarrière begon op "The day the music died", 3 februari 1959. Buddy Holly, Ritchie Valens en The Big Bopper (J.P. Richardson Jr.) waren bezig met de Winter Dance Party-tour en kwamen om bij een vliegtuigongeluk. Hun volgende concert zou plaatsvinden in Moorhead (Minnesota) toen het vliegtuig neerstortte bij Clear Lake (Iowa). Toen gezocht werd naar vervangers voor het geplande concert, boden The Shadows zich aan. Het werd een succes en Vee werd gevraagd voor meer optredens, waardoor hij al snel bekend werd. Totdat hij zich in 2012 uit het openbare leven terugtrok, is hij jaarlijks blijven optreden bij het Winter Dance Party-herdenkingsconcert in de Surf Ballroom in Clear Lake, een traditie die in 1979 begon.

### Jaren zestig en zeventig
Vees eerste single was Suzie Baby, uitgebracht in 1959. In die jaren maakte de jonge Bob Dylan, die zich toen Elston Gunnn noemde, korte tijd deel uit van zijn begeleidingsgroep. De vroege plaatjes als What Do You Want, One Last Kiss en Since I Met You Baby werden slecht verkocht. Platenlabel Liberty Records overwoog al het contract op te zeggen, toen een radio-dj in Pittsburgh het nummer Devil or Angel, de B-kant van Since I Met You Baby, begon te promoten. Daardoor werd het alsnog een lokale en daarna landelijke hit en was het platencontract voor vijf jaar veiliggesteld.
In de eerste helft van de jaren zestig werd Vee een succesvol tieneridool en een internationale ster. Hij scoorde vele hits, waaronder Take Good Care of My Baby (een nummer 1-hit in de Billboard Hot 100 in 1961 en een derde plaats in de UK Singles Chart), Devil or Angel (VS #6), Rubber Ball (VS #6), Run to Him (VS #2), The Night Has a Thousand Eyes (VS #3) en vele andere. Veel van zijn songs waren geschreven door Carole King en Gerry Goffin. Na 1964 liep het succes voor Vee terug door de "Britse invasie" in de Amerikaanse hitlijsten, waarbij groepen als The Beatles en The Rolling Stones de nieuwe popidolen werden. In 1967 kwamen Bobby Vee en zijn begeleidingsband The Strangers nog een keer terug in de Billboard Hot 100 met de hit Come Back When You Grow Up (VS #3), maar aan het eind van de jaren zestig scoorde hij geen hits meer en was zijn populariteit sterk gedaald. In de jaren zeventig bracht Vee een aantal albums en singles uit, zonder enig succes.

### Latere jaren
In de jaren tachtig toerde hij door de Verenigde Staten, Europa en het Verre Oosten. In 1988 trok hij rond door de VS met de heropgerichte Crickets, de voormalige begeleidingsband van Buddy Holly. Hij trad tot 2007 nog op met zijn zoons Robby (gitaar), Tommy (basgitaar) en Jeff (drums). In dat jaar was hij bezig met 'The Last of the Big Rock Shows', samen met Lesley Gore en Billy "Crash" Craddock, in Australië.
Een dag voor zijn 69e verjaardag in 2012 deelde Vee op zijn website mee dat een jaar eerder bij hem de eerste symptomen van de ziekte van Alzheimer waren vastgesteld en dat hij zich daarom terugtrok uit de muziekwereld. Daarna was hij in juli 2013 in Saint Paul (Minnesota) aanwezig bij een concert van Bob Dylan, die op het podium verwees naar hun langdurige vriendschap, hem "the most meaningful person I've ever been on the stage with" noemde en Vees vroegste hit Suzie Baby zong. Van Vee kwam in 2014 nog een laatste album The Adobe Sessions uit. Nadat in 2015 zijn vrouw Karen Bergen na bijna 52 jaar huwelijk gestorven was, overleed Bobby Vee in 2016 op 73-jarige leeftijd.
Bobby Vee, die in 1999 de 'Theodore Roosevelt Rough Rider Award' van zijn geboortestaat North Dakota ontving, is opgenomen in de Rockabilly Hall of Fame.

## Films
Bobby Vee staat bekend als een van de pioniers van het muziekvideo-genre. Hij verscheen ook meermalen in televisieseries, meestal als zanger. Ook in de soundtracks van veel speelfilms is hij te horen met zijn oude hits. Hij speelde in de jaren zestig enkele malen zichzelf als liedjeszanger in diverse speelfilms, zoals Swinging Along (1962), Play It Cool (1962) en Just for Fun (1963). Als acteur had hij in 1967 naast Jackie DeShannon de hoofdrol in de film C'mon, Let's Live a Little.